# Ilo De Franceschi
Ilo De Franceschi (Trieste, 1903 – Parigi, 1985) è stato un antifascista e scrittore italiano naturalizzato francese, nonché volontario nella Legione straniera francese.

## Biografia
Nato in una famiglia aristocratica triestina protestante, alla fine degli anni venti, a causa della sua opposizione al fascismo, fu imprigionato. Nel 1937, a 34 anni d'età, per una delusione amorosa si arruolò nella Legione straniera francese.  Di servizio nel sud del Marocco, presso la catena montuosa dell'Atlas, il 19 dicembre del 1938 iniziò casualmente una relazione epistolare che durò due anni, con Madeleine Alain, una ragazza francese. Il contenuto di queste lettere sarà poi pubblicato da Ariane Ascaride in Ecrivez-moi, Madeleine, Editions de l'Aube, nel 1989. Nel 1942 aderì alla resistenza francese contro i nazisti. Nel secondo dopoguerra ebbe una relazione con Cilette Ofaire una scrittrice svizzera. Estimatore dello scrittore triestino Umberto Saba, nel 1971 a Parigi, al Circolo degli Amici dell'UNESCO, Ilo De Franceschi presentò il libro di Alfredo Seriani (1923-2005) intitolato: Gita sull'altopiano.

## Scritti
- Ecrivez-moi, Madeleine, a cura di Ariane Ascaride, Editions de l'Aube, 1989.
- Conferenza su Manlio Cecovini al Cercle des Amis de l'UNESCO, Parigi.
- I migliori di noi, in "Rivista massonica", Roma.
- Il timido e infaticabile Lukacs legittimo erede dei grandi filosofi, in "Il Piccolo", 13 agosto 1971.
- Le ambiguità della solitudine, in "Il Piccolo", 1979.
- Adieu a Leo Spitzer et a Nelly Sachs, in "Antologia di Umana", 1951-1972, a cura di A. Gruber Renco.
- Bobi, il giudice istruttore, in "Il Piccolo", 8 febbraio 1984.